# 傑伊·加納

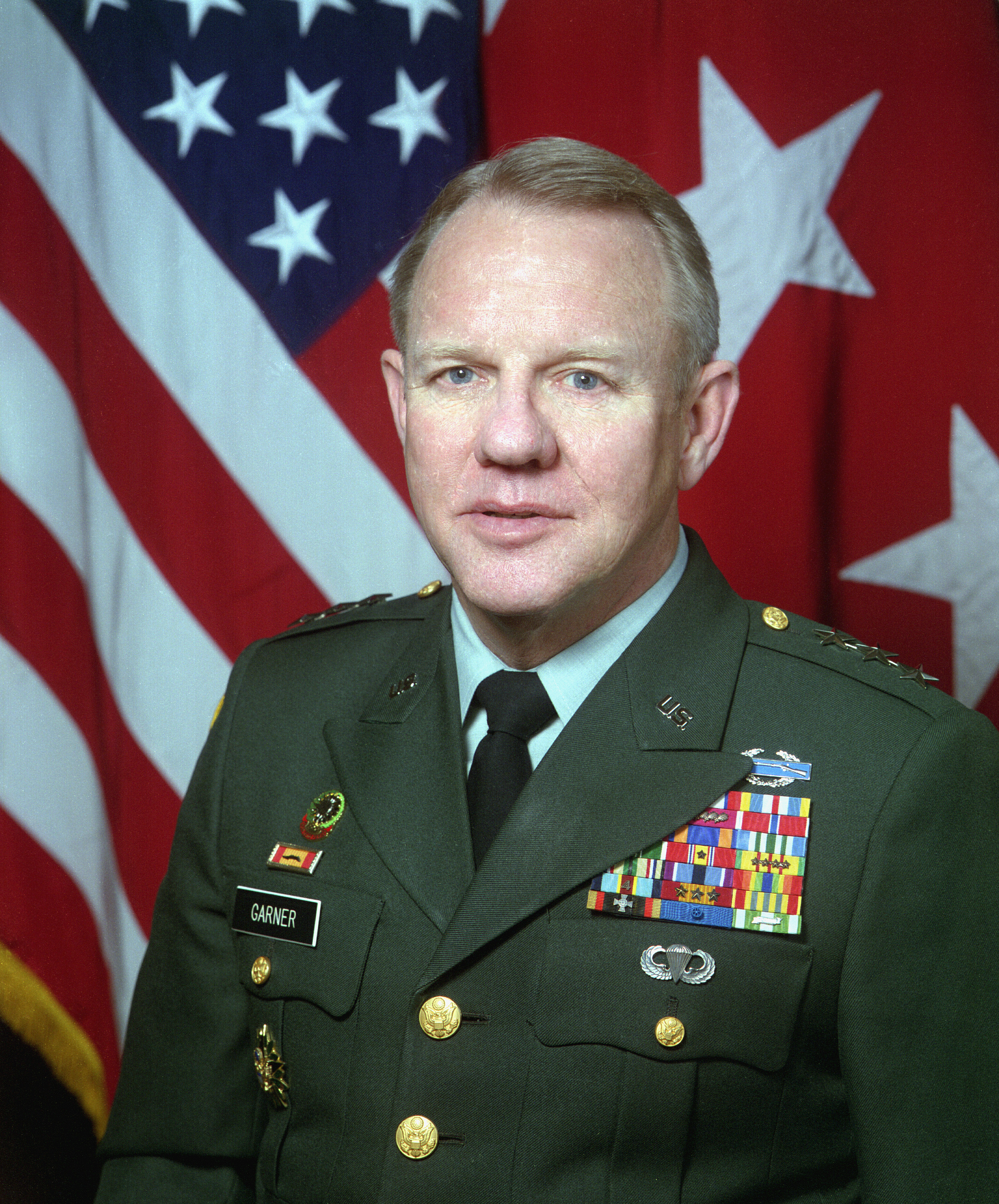
傑伊·加納陸軍中將戎裝照

杰伊·蒙哥馬利·加纳（Jay Montgomery Garner，1938年4月15日—） 出生于美国佛罗里达州阿卡迪亞，美国陆军退役中将。在越南战争中，他曾两度到前线作战，亦曾參加波斯灣戰爭。2003年，在萨达姆倒台后任伊拉克重建和人道救援辦公室主任，但很快由保罗·布雷默繼任。加纳与妻子康妮·加纳育有一女。